# Гартнарт IV
Гартнарт IV (Гартнарт мак Домнайлл; гэльск. Gartnait mac Domnaill; умер в 663) — король пиктов в 657—663 годах.

## Биография
В 657 году Гартнарт IV сменил на престоле Королевства пиктов умершего короля Талоркана I. Он правил шесть или шесть с половиной лет, как говорит «Хроника пиктов». «Анналы Ульстера» и «Анналы Тигернаха» сообщают о смерти Гартнарта IV в 663 году. Его преемником стал Дрест VI.